# Verdejante
Verdejante é um município brasileiro do estado de Pernambuco na Região Nordeste do Brasil. Localiza-se a uma latitude 07º55'32" sul e a uma longitude 38º58'18" oeste, estando a uma altitude de 494 metros. Possui uma população estimada em 2008 de 9.989 habitantes e uma área de 449,17 km². O município é constituído pelo distrito sede e pelos povoados de Grossos, Lagoa, Malhada da Areia, Boa Vista e Riacho Verde. 
É também, a partir de resolução em 29 de abril de 2019, a Capital da Pega de Boi.

## História
O local onde hoje é a sede do município de Verdejante era a antiga fazenda Bezerros, situada a margem do riacho local, o Riacho Verde. Esta fazenda era de um descendente de portugueses, Cirilo Gomes de Sá, adquirida em meados do século XX. Cirilo descendia de importantes famílias da região do sertão pernambucano. Ele se casou com uma cearense, Matildes Tavares Muniz e tiveram vários filhos que se mantiveram residindo ali.
Um dia, o vigário que celebrava missas católicas na região, o Padre Manoel Firmino sugeriu a construção de uma capela. O local escolhido foi doado pelos senhores David Jacinto e seu cunhado Mariano Gomes de Sá, no dia 25 de dezembro de 1916.
No primeiro domingo de 1917, a pequena população local iniciou o carregamento das pedras para a construção dos alicerces. Essa data também foi importante para o município, pois foi neste dia que aconteceu a primeira feira pública.
A cada domingo deste ano de 1917 a população, homens, mulheres e crianças, trabalha na construção de sua capela.
A padroeira escolhida para esta capela foi Nossa Senhora do Perpétuo Socorro devido à devoção do padre católico. A imagem da padroeira chegou no dia 8 de dezembro de 1918.
A capela e a feira aglutinaram as pessoas em torno do povoado, até que houvesse interesse de homens importantes da área que Verdejante tivesse um comando político administrativo.
Em 16 de Outubro 1932 que Verdejante passou a ser Distrito.
Verdejante, pertencia ao segundo distrito do município de Salgueiro, cuja sede era o povoado de “Lagoa dos Milagres” até o ano de 1933. Pela divisão Administrativa realizada naquele ano foi elevada a categoria de vila, topônimo que conservou até 31 de março de 1938, quando por força do decreto-lei Estadual nº 92, passou a denominar-se Riacho Verde, derivado do riacho que o banha, passando à denominação pelo decreto-lei nº 952 de 31 de dezembro de 1943.
O novo município, agora com o nome Verdejante, foi criado pela lei nº 3.336 de 31 de dezembro de 1958. Todavia a sua instalação somente teve lugar em 25 de março de 1962, depois de acórdão proferido pelo Supremo tribunal. A comarca foi solenemente instalada em 3 de junho de 1962. O primeiro Juiz de Direito empossado uma ano depois, Dr. Cícero Cardoso Guedes Alcoforado, muito fez em prol do segmento e paz social da comarca.

## Administração atual
O Prefeito Municipal é Haroldo Silva Tavares, eleito nas eleições municipais de 2020 para o quadriênio 2021-2024.
Juiz Substituto da Comarca, Dra. Carla de Moraes Rego Mandetta.
A Promotoria de Justiça atualmente é exercida pela Dra. Andréa Griz de Araujo Cavalcanti.

## Localização
Verdejante está localizado no alto do sertão pernambucano, nos limites com o Estado do Ceará.

## Economia
Possui terras que desenvolvem bem o cultivo da cana, do feijão, do milho e de outros cereais. Em menor quantidade, também existe o cultivo da mandioca devido à farinha ser um alimento constante no cardápio regional.